# 7,58 cm leichter Minenwerfer
Il 7,58 cm leichter Minenwerfer (letteralmente "Lanciamine leggero da 7,58 cm") era un mortaio pesante impiegato nella prima guerra mondiale dall'Esercito imperiale tedesco.

## Storia

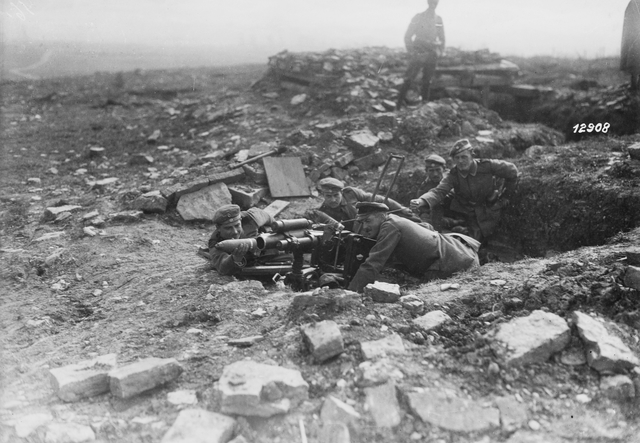
Un Minenwerfer ad alzo zero, pronto per il tiro anticarro

Sulla base delle esperienze della guerra russo-giapponese, in cui l'artiglieria giapponese non fu in grado di battere con successo le posizioni difensive russe durante l'assedio di Port Arthur, l'Impero tedesco sviluppò le prime artiglierie a tiro curvo per il combattimento ravvicinato contro i trinceramenti. Il Minenwerfer ("lanciamine") era originariamente destinato ai genieri e fu assegnato alla fanteria solo nella versione modifica neuer Art o n.A. ("nuovo tipo") nell'inverno del 1916; ogni brigata di fanteria ricevette due mortai. Con il progredire della guerra, furono costituite compagnie di mortai, a loro volta subordinate ai genieri divisionale.

## Tecnica
La bocca da fuoco, come gli altri Minenwerfer della Rheinmetall, era dotata di canna rigata ad avancarica, con tre freni di sparo a cilindri idraulici e recuperatori a molla. Essa poggiava su una piattaforma rettangolare con elevazione + 45° da + 78° e brandeggio limitato a 70°. Sulla piastra potevano essere installate due ruote, che consentivano ai serventi di trainare il pezzo tramite corde e due timoni su brevi distanze.
La versione n.A. dal 1916 introduceva una canna allungata a 410 mm e una base girevole sulla quale la bocca da fuoco brandeggiava a 360° sulla piastra d'appoggio. Inoltre una coda d'affusto da 90 kg, con vomere terminale, consentiva tramite una leva di spostare gli orecchioni su un paio di orecchioniere più alte, aumentando il settore di tiro fino a 0°/+27°. Questa modifica consentiva di utilizzare il pezzo anche nel tiro diretto e controcarro.
La gittata massima del mortaio originale era di 1.050 metri, mentre la versione n.A. raggiungeva 1.300 metri.